# Couto Misto
Couto Misto (Portugees: Couto Misto; Galicisch: Couto Mixto; Spaans: Coto Mixto) was vanaf de twaalfde eeuw tot en met 1868 een onafhankelijke dwergstaat gelegen tussen Portugal en Spanje. Het land bestond uit de dorpen Santiago de Rubiás, Rubiás en Meaus, welke alle drie gelegen waren in de Salas-vallei en nu toebehoren tot Spanje. Het grondgebied van Couto Misto omvatte ook een kleine onbewoonde landstrook die nu deel uitmaakt van de Portugese gemeente Montalegre.
Als gevolg van het complexe middeleeuwse hofstelsel, bleef Couto Misto eeuwenlang uit zowel de Portugese als Spaanse handen, en functioneerde het de facto als een soevereine staat. Dit bleef zo tot het Verdrag van Lissabon in 1864, hetgeen het land verdeelde tussen Spanje en Portugal, waarvan het grootste deel werd overgenomen door Spanje.

## Geschiedenis

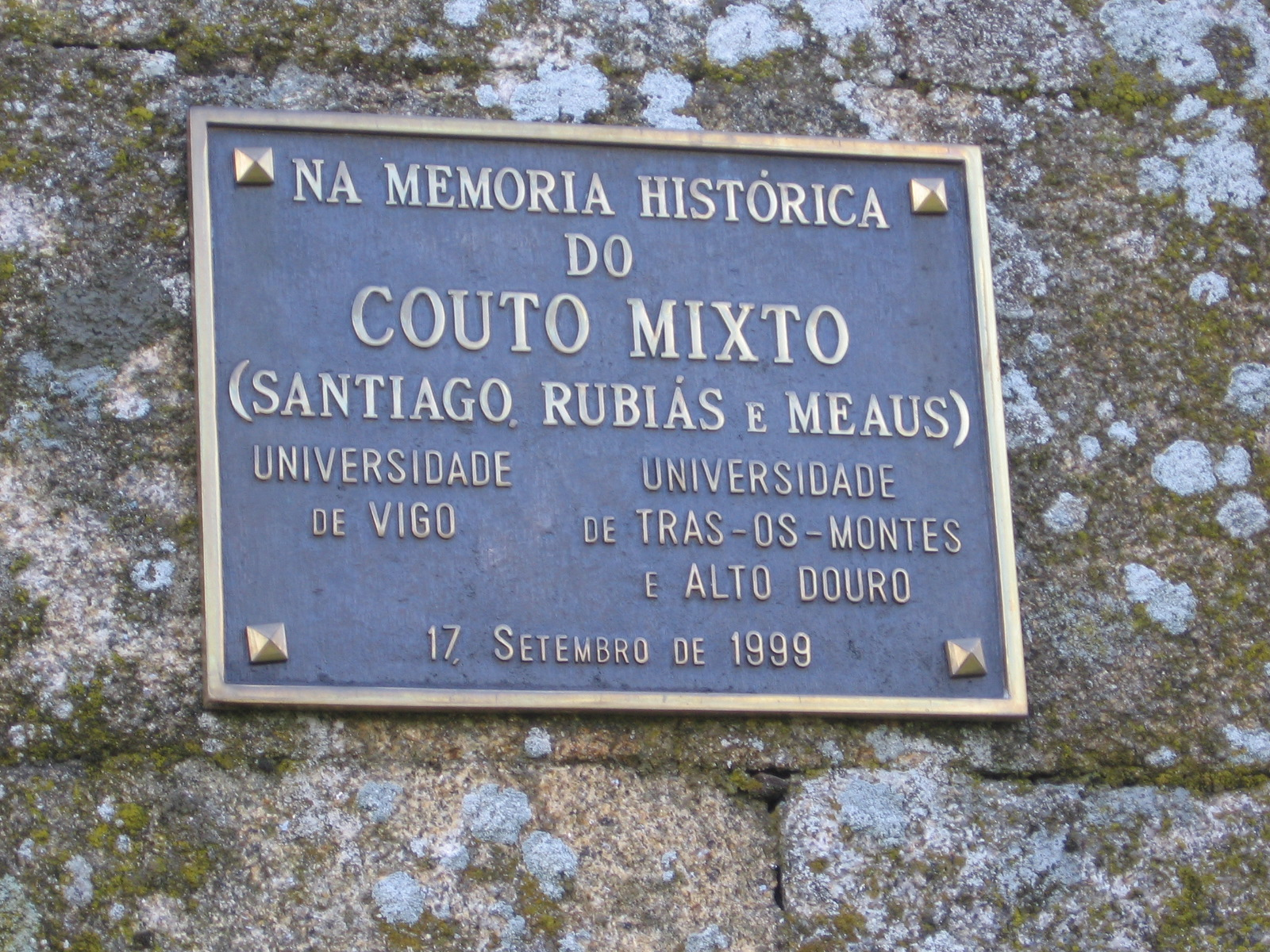
Herdenkingsplaat van Couto Misto uit 1999.

### Etymologie en ontstaan
Het woord couto (coto in het Spaans) is afgeleid van het Latijnse cautum of cautes en betekent zoveel als '(omheinde) plaats'. Hoewel de term aanvankelijk verwees naar de stenen die werden gebruikt om de grenzen van een bepaald gebied te markeren, werd het in de middeleeuwen gebruikt om te verwijzen naar bepaalde gebieden die, onder het feodalisme, waren vrijgesteld van het gezag van de koning en op economisch, politiek en gerechtelijk vlak een relatief grote autonomie kenden. Het woord bestaat ook in een aantal andere Galicische en Portugese toponiemen, onder welke Couto in Arcos de Valdevez, Couto in Barcelos en Couto de Esteves.
Verschillende historici hebben de oorsprong van Couto Misto gedateerd in dezelfde periode als de opkomst van het Koninkrijk Portugal, ergens rond de twaalfde eeuw. Aanvankelijk viel het gebied onder de jurisdictie van het kasteel van Picoña, maar kwam uiteindelijk terecht in handen van de adellijke huizen van Bragança en Monterei. Met het uitsterven van de coutos in Portugal, in gang gezet in 1692 en voltooid in 1790, werd Couto Misto bevrijd van het feodalisme en functioneerde het gebied als een de facto onafhankelijke staat tot aan de opsplitsing en annexatie in 1868.
Het woord misto of mixto, dat "gemengd" of "verbonden" betekent, verwijst waarschijnlijk naar de dubbele feodale banden van dit gebied met het hertogdom Bragança en het graafschap Monterei. Een andere interpretatie, gesteund door mondelinge overleveringen en middeleeuwse documenten (waar de termen mystigos of místicos worden gebruikt, wat mystiek betekent), verbindt de oorsprong van het land met de legende van een zwangere voortvluchtige prinses, naar verluidt (sint) Ilduaria Eriz. Ze vond in de dorpen van dit gebied haar toevluchtsoord en zou de moeder worden van sint Rudesind Guterri. Uit dankbaarheid werden aan de dorpen speciale privileges verleend. Deze verklaring is in zekere mate plausibel, aangezien Ilduaria Eriz, een van de belangrijkste Galicische aristocraten eind negende en begin tiende eeuw, heerste over een gebied waar onder andere Couto Misto onder viel.

### Ontbinding
In 1864 werd door Portugal en Spanje het Verdrag van Lissabon ondertekend, wat het einde voor Couto Misto als onafhankelijk gebied betekende. Met het Verdrag van Lissabon bepaalden de twee landen hoe de grens eruit zou komen te zien. In 1868 werd dit officieel bekrachtigd en vond de annexatie van Couto Misto plaats. Het gros van het gebied, inclusief de drie dorpen, ging naar Spanje. Een dunne en onbewoonde landstrook in het zuiden kwam binnen de grenzen van Portugal te liggen.

### Moderne geschiedenis
Later zijn de drie dorpen verdeeld tussen twee verschillende Spaanse gemeenten. De belangrijkste herinnering aan Couto Misto in dit gebied zijn de gemene gronden, welke het in alle drie de dorpen hebben overleefd en nog steeds door middel van volksvergaderingen functioneren. De gemene gronden in de drie dorpen vallen onder drie verschillende fondsen, die in 1976 zijn opgericht, en omvatten 654 hectare voor Rubiás, 452 hectare voor Santiago de Rubiás en 311 hectare voor Meaus. Dit gebied omvat het grootste deel van het grondgebied van wat vroeger Couto Misto was. De fondsen handhaven ook de gemeenschappelijke gronden op de strook land die nu deel uitmaakt van de Portugese gemeente Montalegre. Een complexe rechtszaak naar aanleiding van een windmolenpark dat hier werd gebouwd leidde tot een vergoeding van € 140.000 voor de fondsen. Inkomsten uit deze fondsen zijn van groot belang geweest voor de ontwikkeling van de gemeenschap in het gebied.
In 1998 werd de non-profitorganisatie Asociación de Amigos do Couto Mixto (Vereniging van Vrienden van Couto Misto) opgericht, wat in 2003 werd gevolgd door de Asociación de Veciños do Couto Mixto (Vereniging van Bewoners van Couto Misto). De organisaties hebben samen de rol van de homens de acordo (mannen van overeenstemming) hersteld, waarbij één persoon elk dorp vertegenwoordigt, en de rol van de juiz honorário (ererechter) die elk jaar wordt benoemd tijdens een ceremonie in de kerk van Santiago de Rubiás. De arca das tres chaves (kist van de drie sleutels) is ook in ere hersteld. Elk van de sleutels wordt bewaard door de homens de acordo.
Politiek gezien heeft de kwestie van Couto Misto als historische staat geleid tot debatten en besluiten in de Galicische, Spaanse en Europese parlementen. In mei 2007 werd een motie besproken en met 303 stemmen goedgekeurd door het Spaanse parlement, waarin de onafhankelijkheid van Couto Misto als historische en culturele enclave wordt erkend en waarin wordt opgeroepen tot maatregelen die de sociaaleconomische ontwikkeling van het gebied bevorderen. Rond dezelfde tijd werd een gelijksoortige motie goedgekeurd door het Galicische parlement, waarin ook de historische onafhankelijkheid van Couto Misto werd erkend. In 2008 werd aan het Europees Parlement een schriftelijke vraag gesteld over de bijdrage van de Europese Unie aan de "heropleving" van Couto Misto. In 2016 werd, naar aanleiding van een soortgelijke ontwikkeling in Olivenza, een verzoek gedaan namens de inwoners van het gebied om een Portugese en Spaanse dubbele nationaliteit te krijgen.

## Samenleving

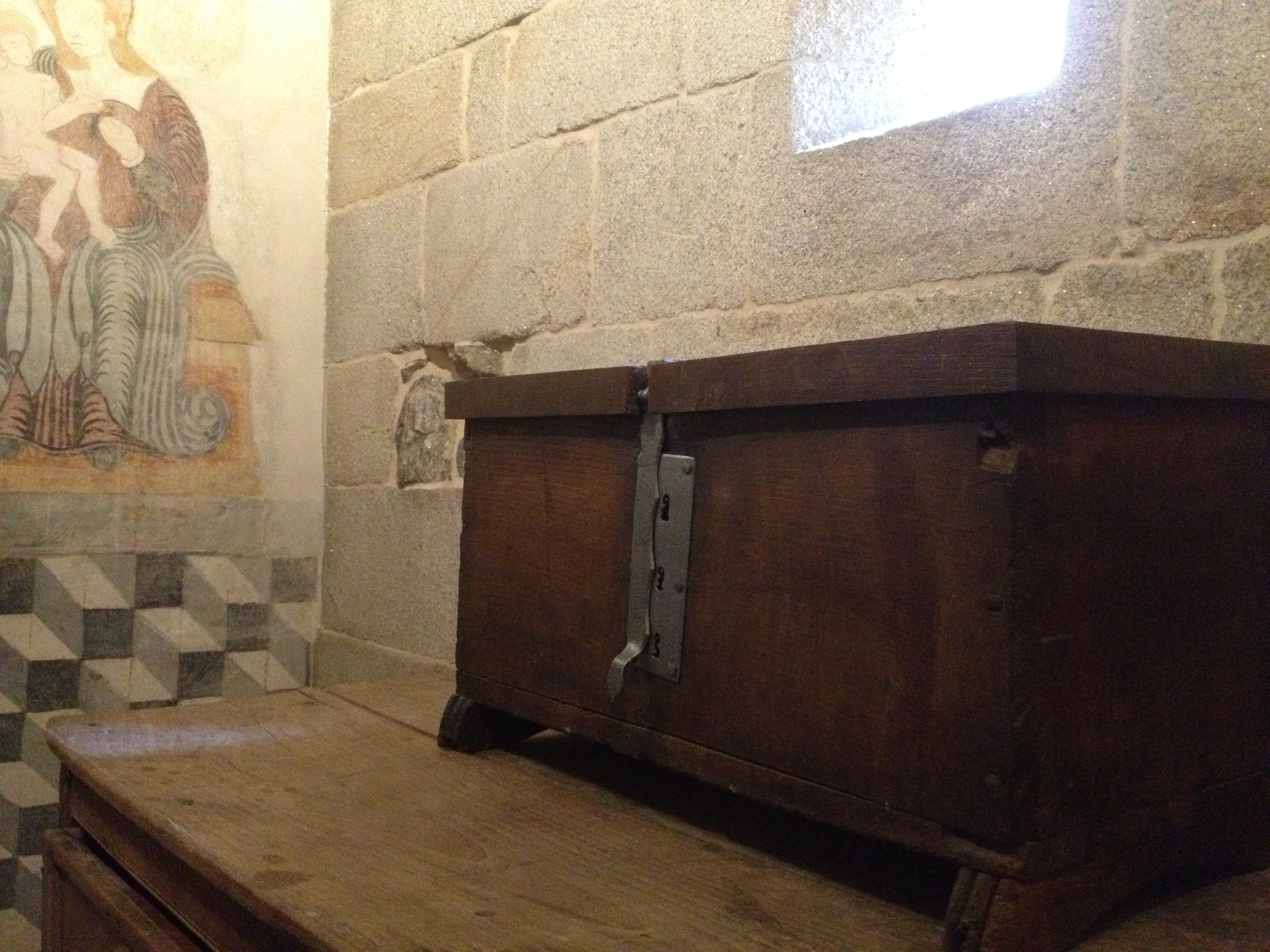
De arca das tres chaves.

### Privileges
De inwoners van Couto Misto waren niet verplicht tot het aannemen van een bepaalde nationaliteit en konden ervoor kiezen om de Portugese, Spaanse of geen enkele nationaliteit kiezen. Als onafhankelijk gebied hadden de inwoners van Couto Misto verschillende privileges, zoals het recht op zelfbestuur en vrijstelling van de Portugese en Spaanse dienstplicht en belastingen, en konden ze asiel verlenen aan buitenlanders of buitenlandse strijdkrachten de toegang tot het gebied ontzeggen. Verder hadden de inwoners geen speciale vergunningen nodig om wapens te dragen, mochten ze alle soorten gewassen telen, waaronder tabak, en mochten ze kopen en verkopen zonder douanerechten te moeten betalen.
Naast deze en andere privileges hadden de inwoners van Couto Misto het recht om te reizen op de caminho privilegiado ("bevoorrechte weg") van ongeveer zes kilometer lang, die vanuit Couto Misto via het Galicische Calvos de Randín richting het Portugese Tourém liep. Op deze weg konden Portugese en Spaanse autoriteiten niet handhaven. In de ogen van de Spaanse en Portugese autoriteiten bevorderde deze situatie de doorvoer van smokkelwaar en andere criminele activiteiten, wat uiteindelijk zou leiden tot de annexatie van het land in 1868.

### Politiek en overheid
Couto Misto was een republiek met een systeem van directe democratie dat werd georganiseerd via volksvergaderingen. Als staatshoofd functioneerde de juiz (rechter), die door de bevolking werd gekozen, en welke diende samen te werken met de homes de acordo, die als vertegenwoordigers van hun dorp dienden en waarvan er vanuit elk dorp één werd gekozen. Uitsluitend mannen hadden kiesrecht. Kiezers konden de gekozen vertegenwoordigers eventueel ook reeds vóór het einde van hun ambtstermijn uit hun functie ontheffen, als ze constateerden dat hij zijn functie onbehoorlijk vervulde.
Het archief van Couto Misto, inclusief de belangrijke documenten en de zegels, werden bewaard in de zogenoemde arca das tres chaves. Deze houten kist werd bewaard in de sacristie van de kerk van Santiago de Rubiás, de hoofdstad van het land. Elk van de drie vertegenwoordigers bewaarde één sleutel. De inhoud van de kist werd tijdens de Spaanse Onafhankelijkheidsoorlog vernietigd door Franse troepen. In recente tijden is de kist gerestaureerd en weer in de kerk geplaatst, waar het een symbolische functie vervult.

## Galerij

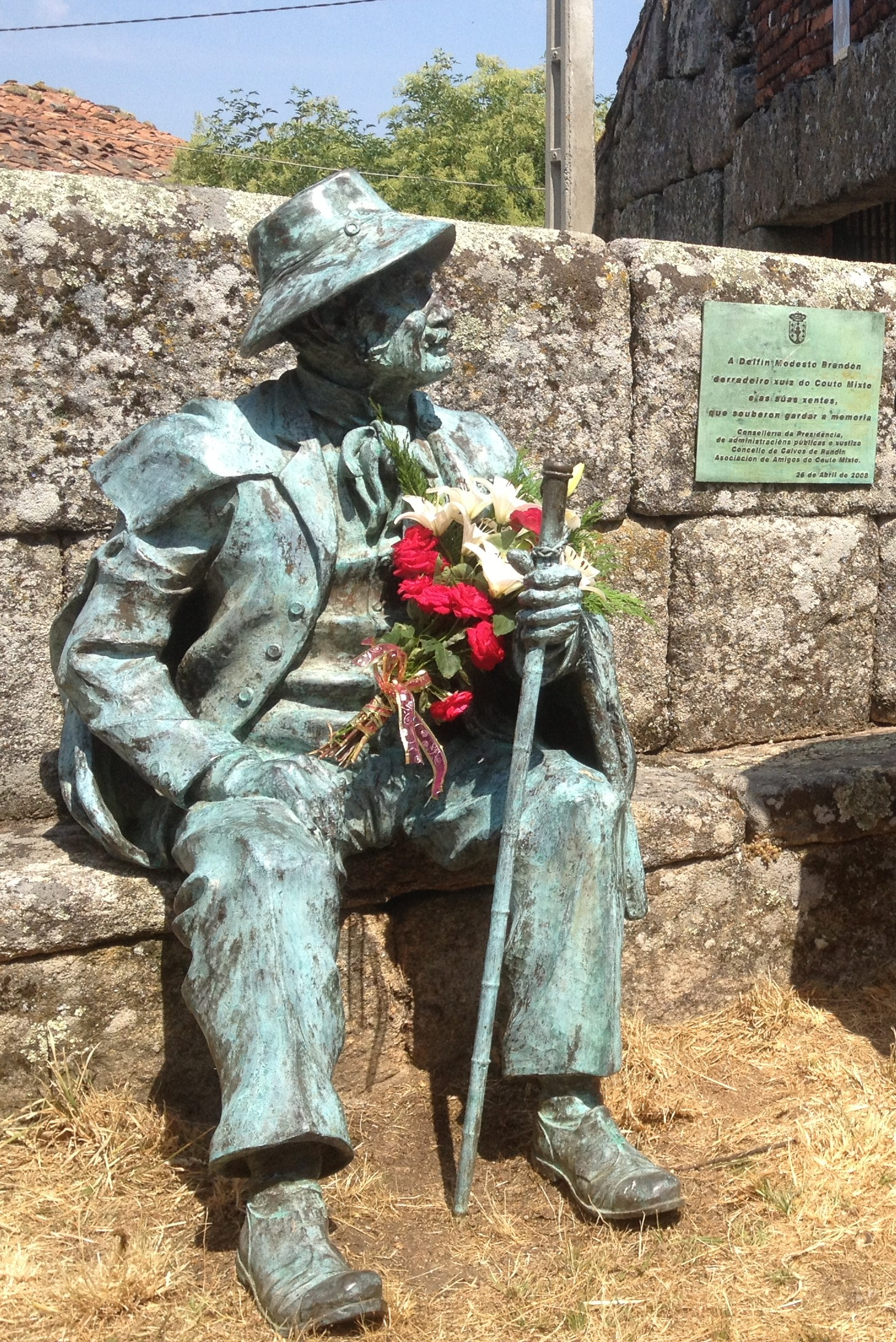
Standbeeld van Delfim Modesto Brandão, de voornalaatste juiz van Couto Misto
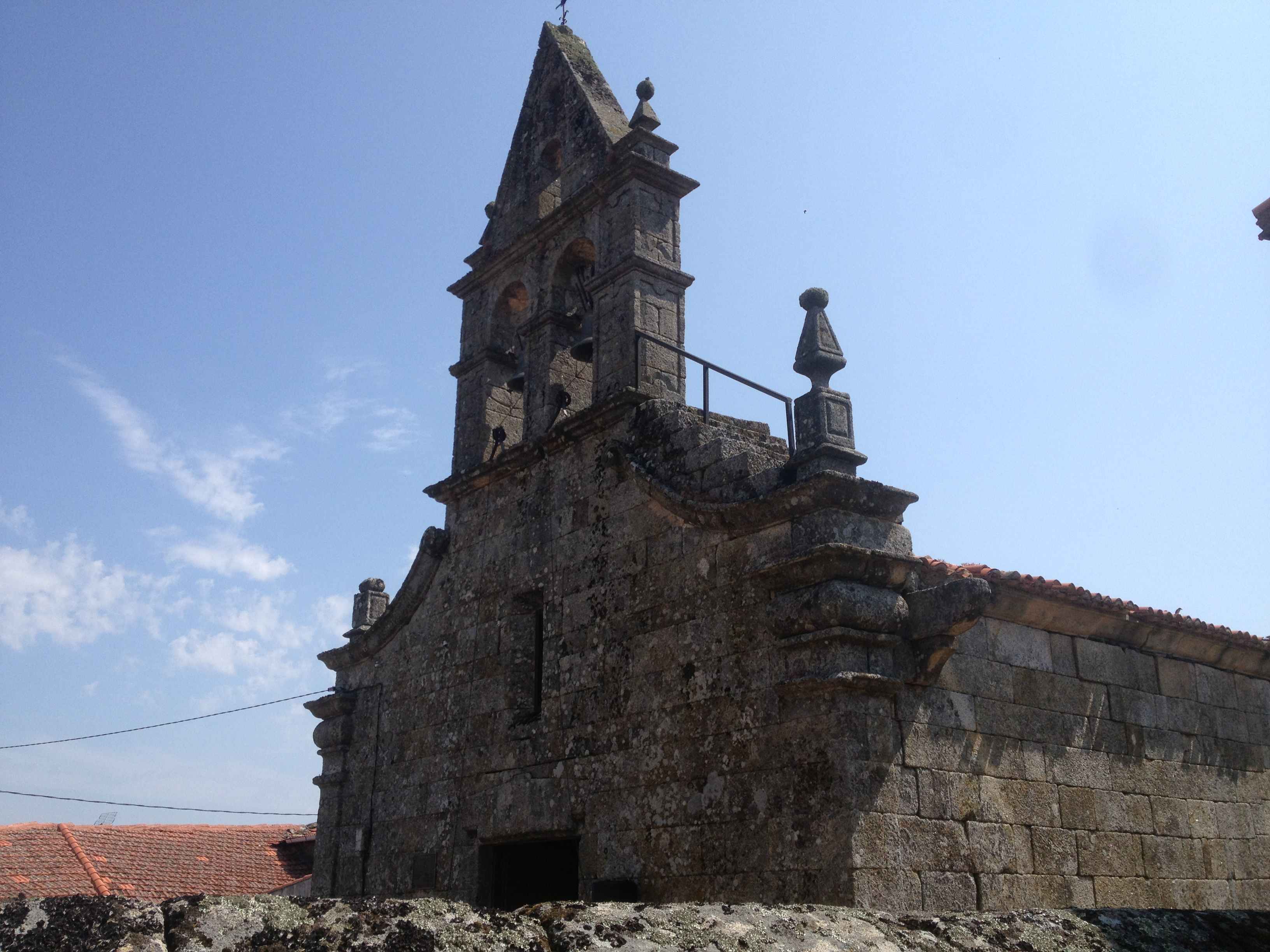
Kerk van Santiago de Rubiás
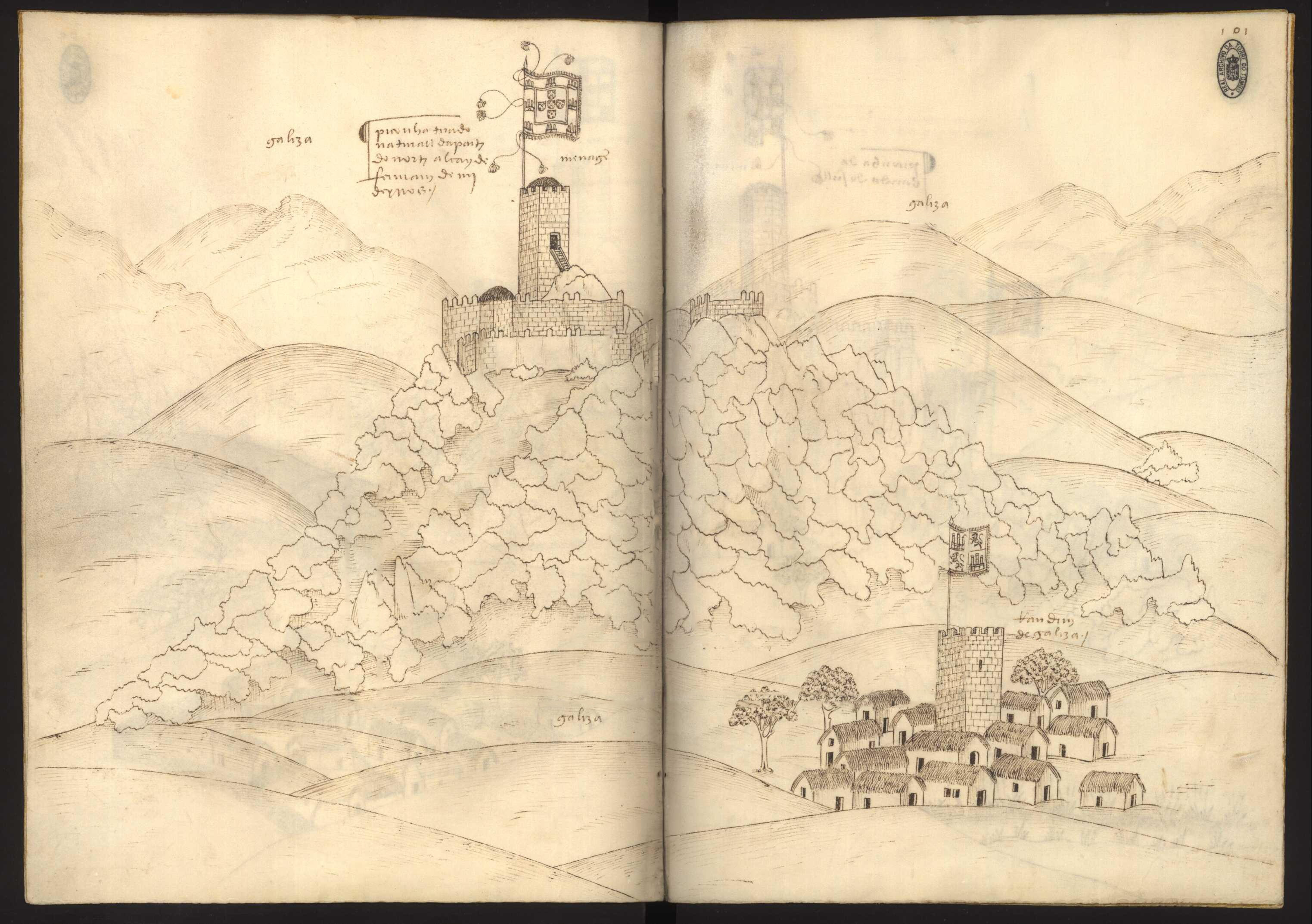
Het kasteel van Picoña
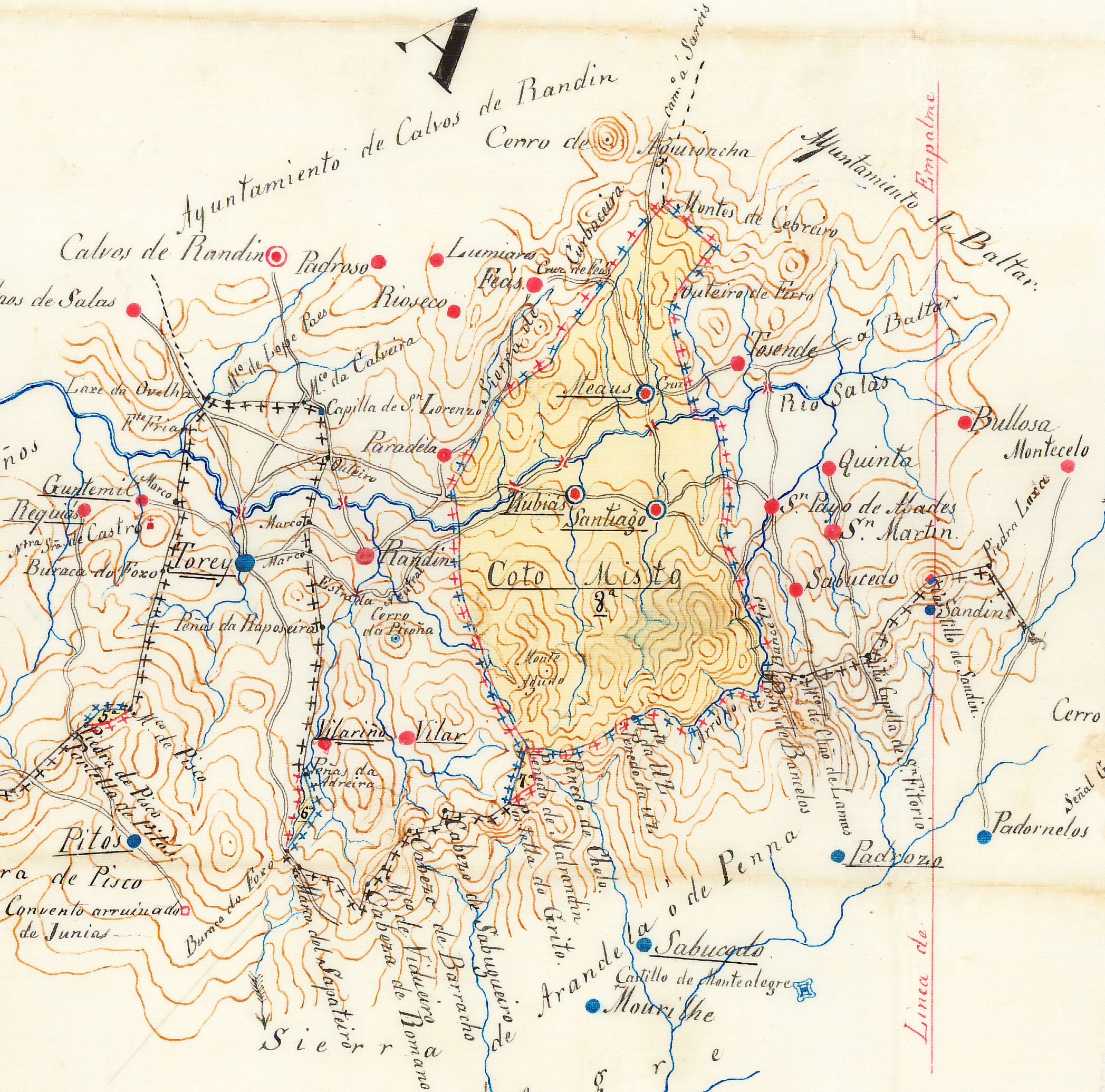
Kaart van Couto Misto uit 1863
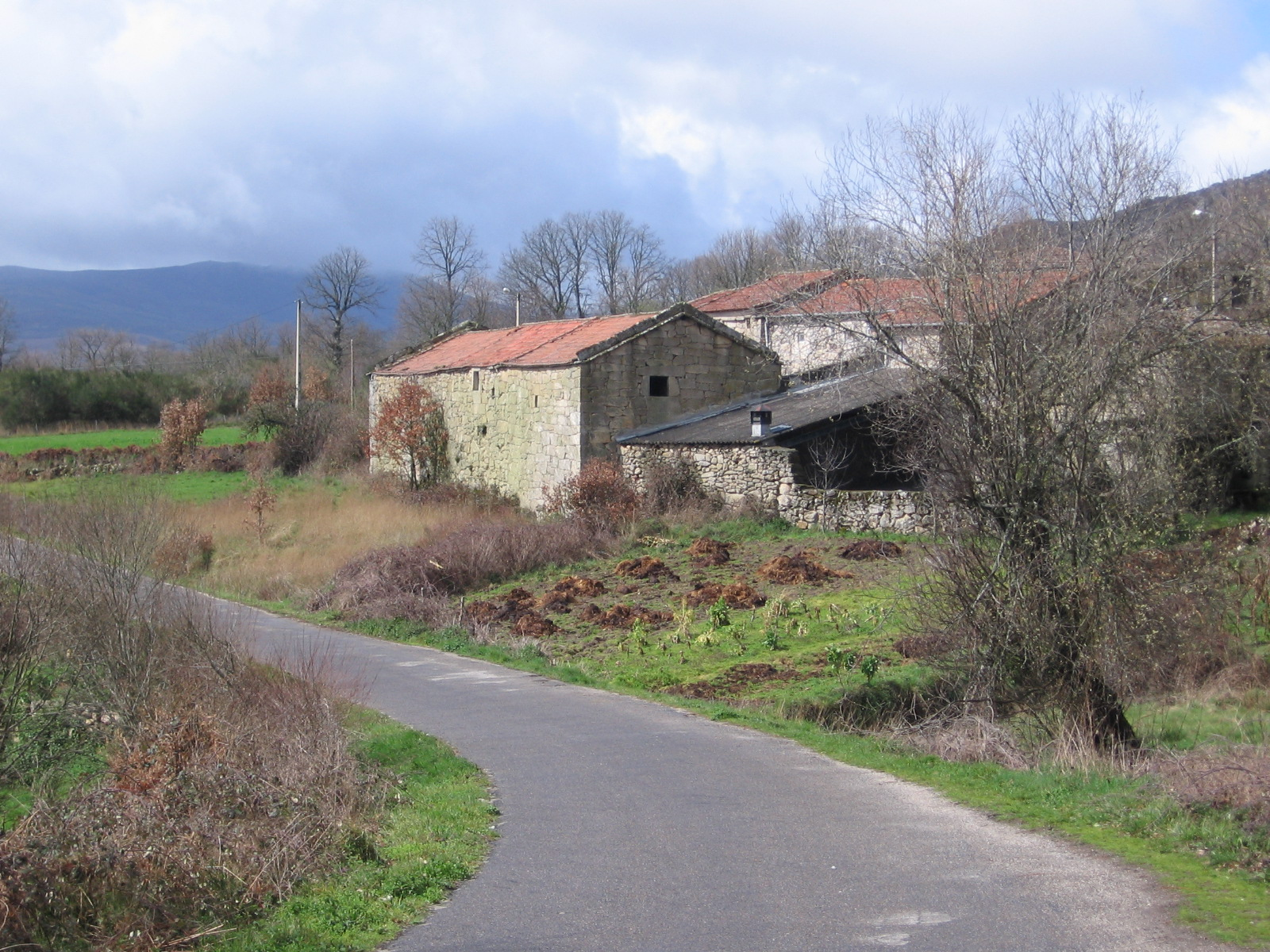
Meaus anno 2008